# 日韓経済人会議
日韓経済人会議（にっかんけいざいじんかいぎ、朝鮮語: 한일경제인회의）は、日本と韓国の経済界の交流を目的として毎年開催される会議。

## 概要
日本側の主催者である日韓経済協会と韓国側の主催者である韓日経済協会とにより毎年、日韓で交互に開催される。1969年に開始し、50回目となった2018年には300名規模の開催となり、高円宮妃久子殿下も出席した。2019年5月にはソウルで開催される予定だったが、徴用工訴訟問題の賠償判決を受けての日韓関係の悪化により延期となった。

## 引用
1. ↑  日本放送協会 (2019年3月11日). “「日韓経済人会議」延期 日韓関係の悪化で”. NHKニュース. 2019年3月11日閲覧。
2. ↑  “第50回日韓経済人会議”. 一般社団法人 日韓経済協会 (2018年5月21日). 2019年3月11日閲覧。
3. ↑  “日韓経済人会議、年後半以降に延期 徴用工判決受け（写真＝共同）”. 日本経済新聞 電子版 (2019年3月10日). 2019年3月11日閲覧。